# NGC 572
NGC 572 ist eine linsenförmige Galaxie vom Hubble-Typ SB0 im Sternbild Bildhauer am Südsternhimmel. Sie ist schätzungsweise 407 Millionen Lichtjahre von der Milchstraße entfernt und hat einen Durchmesser von etwa 95.000 Lichtjahren.
Das Objekt wurde am 4. September 1834 vom britischen Astronomen John Herschel entdeckt.